# Čchuej-wan

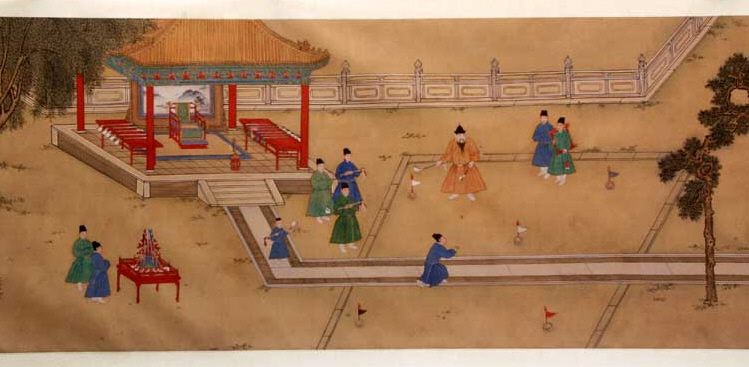
Císař Süan-te (vládl 1426–1435) hraje s eunuchy čchuej-wan. (Anonymní soudobý malíř)

Čchuej-wan (čínsky: znaky 捶丸, pinyin chuíwán) byla míčová hra ve staré Číně podobná golfu. 
Kniha Tung-süan lu (东轩录), kterou napsal Wej Tchaj (asi 1050–1100) za vlády dynastie Sung, popisuje úředníka dynastie Jižní Tchang (v 10. století), jak učí svou dceru hru, ve které odpaluje míček do jamky v zemi. Hra se stala populární během vlády dynastie Sung, v období následující dynastie Jüan jí byla věnována kniha Wan Ťing (丸经). Posledními doklady týkajícími se čchuej-wan v Číně jsou obrazy z 15. století.  Ling Chung-ling věří, že hra se ve 12. nebo 13. století rozšířila do Evropy pod novým názvem – golf.